# Stenophylax nurianus
Stenophylax nurianus là một loài Trichoptera trong họ Limnephilidae. Chúng phân bố ở miền Cổ bắc.